# Association générale des nouvellistes parisiens
L'association générale des nouvellistes parisiens (acronyme AGNP), est un groupement de journalistes professionnels, fondé par le journaliste Charles Bourgeois en 1893.

## Historique
Créée en octobre 1893 par le journaliste Charles Bourgeois,  rédacteur au journal Le Radical, l'association générale des nouvellistes parisiens a pour but de regrouper l'ensemble des journalistes parisiens quelle que soit leur spécialité.

« Elle apporte à ses membres une aide professionnelle et financière en cas de maladie ou de perte d'emploi. Chaque membre reçoit un insigne reconnu par le préfet de police lui permettant d'exercer sa profession sur la voie publique. »

Fondée en vertu de la loi relative à la création des syndicats professionnels du 21 mars 1884, elle est située au Palais de justice de Paris et fonctionne tel un syndicat dès sa création. 
L'association générale des nouvellistes parisiens est transformée en société de secours mutuels par arrêté ministériel du 28 janvier 1896. Par un nouvel arrêté du 30 novembre 1897, elle est confirmée comme association professionnelle et société de secours mutuels.
En 1937, elle s'adjoint un syndicat baptisé syndicat des nouvellistes parisiens, chargé de défendre les intérêts de ses membres. l'AGNP fusionne avec l'association des journalistes parisiens en 1963.

## Son fondateur
Charles Louis Bourgeois naît le 5 mars 1867 à Paris 20e. Journaliste au Radical, il obtient la médaille des Secours mutuels échelon bronze, par décret du 13 août 1898, en récompense de ses actions au service de la mutualité des journalistes. Charles Bourgeois tombe gravement malade et est admis à l'hôpital Sainte-Anne le 30 mars 1906. Il y meurt huit mois plus tard, le 7 novembre, dans sa quarantième année. Il est inhumé au cimetière parisien de Saint-Ouen le 10 novembre 1906. En 1929, le monument est relevé. Ses ossements et ceux de son père sont transférés dans l'ossuaire du cimetière du Père-Lachaise. Ils y reposent depuis cette date.
Charles Bourgeois est le fils du graveur et journaliste Pierre Bourgeois (1844-1905), connu pour son camée sur sardoine exposé au salon des artistes français 1882 représentant  Léon Gambetta , ; le frère  du journaliste Henri Bourgeois ; le frère d'Edmond Bourgeois (1868-1934), militaire de l'Indochine française puis commissaire de police ; et l'oncle de Pierre Bourgeois, dirigeant de l'industrie phonographique et de la télévision.